# Muerte cruzada
A muerte cruzada (morte cruzada) é um termo jurídico-político no Equador que consiste na faculdade do poder executivo de dissolver o poder legislativo em certos casos com a obrigatoriedade de o órgão eleitoral convocar eleições tanto para renovar o poder legislativo quanto para o próprio executivo.
É conhecida como "morte cruzada" porque a mesma lei prevê a dissolução do poder legislativo e é o mesmo executivo que, aplicando-a, também está convocando a eleição do mesmo cargo, ambas as eleições devem ser realizadas no mesmo dia. O presidente em exercício pode participar da referida eleição, portanto, esta lei também pode ser vista como um plebiscito de revogação no caso do poder executivo. De igual forma, os membros titulares da Assembleia Nacional podem ser reeleitos.
Esse recurso foi incorporado ao ordenamento jurídico a partir da Constituição Equatoriana de 2008 e está estabelecido no terceiro capítulo denominado “Função Executiva”, primeira seção dedicada a “Organização e funções”, no artigo 148 da constituição.

## Ativação em 2023
A muerte cruzada foi invocada pela primeira vez em 17 de maio de 2023 pelo presidente Guillermo Lasso depois que a Assembleia Nacional liderada pela oposição iniciou um julgamento político contra o mandatário sob a acusação de peculato. No decreto que anuncia a medida, Lasso declarou que sua decisão foi motivada pela existência de uma "grave crise política e convulsão interna".
Consequentemente, eleições presidenciais e legislativas especiais – previstas para 2025 – foram realizadas em 2023. Os procedimentos do julgamento político ficam anulados.